# کلارا هیوز
کلارا هیوز (انگلیسی: Clara Hughes؛ زادهٔ ۲۷ سپتامبر ۱۹۷۲) دوچرخه‌سوار و اسکیت‌باز سرعت اهل کانادا است.
وی در مسابقات کشوری و بین‌المللی در مجموع برندهٔ ۶ مدال طلا، ۹ مدال نقره، ۷ مدال برنز شده‌است.